# 二十面相少女
《二十面相少女》（二十面相の娘）是小原慎司創作的日本漫畫作品。2008年4月至9月播放電視動畫。

## 劇情大綱
出生於戰後資產家的美甘千津子，由於自幼父母雙亡，從小就受叔字輩的親戚─美甘夫婦所照顧扶養，但是養父母為了得到她所繼承的財產，而長期在千津子的食物中下毒。在怪盜二十面相將要盜走千津子家相傳的紅寶石時, 了解到千津子的困擾，於是將她一同帶走，並在這群盜賊團裡一起生活了兩年，卻在一次事件中，與怪人二十面相團成員相互離散，千津子感覺自己繼承了下落不明的二十面相之魂，因此展開追尋二十面相團的冒險，隨著真相逐漸浮出，千津子開始瞭解到二十面相所要表達的意義。

## 人物
美甘千津子（聲優：平野綾）
主角。擁有龐大資產的美甘家女兒，小名「千子」。在料理、裁縫等學業上非常優良的美少女。有既使處境艱難也不服輸的個性。
自幼父母雙亡，由叔字輩的親戚──美甘夫婦所照顧，過著每天三餐被其下毒的生活。在某日被闖入家中正在偷取家傳紅寶石的二十面相給綁架出來，於二十面相眾裡面學習解除催眠術的方法以及防身術等各種技巧，就那樣度過了2年的生活。
2年後，當二十面相在跟虎的戰鬥中失蹤時陷入低潮，隨即被帶回日本後的某日，在偵探明智的一番話與家傳的紅寶石的歸還下受到啟蒙，決心去尋找其他的夥伴。在因毒殺事件搬離原本的家之後與阿留、春華共組成偵探隊。
小糸春華（聲優：佐藤利奈）
千津子的同班同學，乃為小糸財團的千金大小姐。紅色的頭髮（動畫中為橘黃色）為其特徵。家裏有一名來自德國的祖母。
剛開始因看不慣班上的千津子以自身的才能受到同學們歡迎，就稍微對他惡作劇了一下（向香山稱自己就是千津子）。但在知道說千津子經常會捲入危機，然後所有人離他遠去的情況下反而主動去接近他，後來成為了好友。
想要在16歲的時候結婚，因為如此就想要在那之前過著每天自由自在但帶點驚險的生活，興趣是讀小說。
阿留（聲優：新井里美）
照顧千津子的朋友之一。岡山縣出身，十六歲時離開家鄉來到東京生活。在千津子的失蹤的2年間於美甘家作佣人的工作，在千子回來後把她看得比誰都還重要。
在被田宮給催眠，下了毒殺千子暗示的期間，於淑惠的監督下在三餐中放置毒藥。其後當催眠術意外被解除時，為了要確保千津子的人身安全就叫他逃走，之後在一半被淑惠強迫的情形下一起搬離原本的家來到偏遠的宅邸居住。
二十面相（聲優：內田夕夜）
專門盜取所有"美麗的事物"的怪盜，非常聰明的紳士。
實際上不只有盜取美術作品，也參與二戰後遺物不被盜用的處理等活動。易容術的名人，沒人看過他的真實面貌。
大戰時期身分為有為的帝國大學研究生，正在募集研究的資金。在得知了水的第四型態的研發可能後，開始去著手研發能實際運用的設備，但發現到其能量不斷脹大的危險性與被惡意人士濫用的可能，就放火燒了所有相關的研究報告與設備並開始逃亡。於中途跟伸出援手的船長和包括漢斯在內的人組成盜賊團夥伴，駕駛飛行船在全世界各地穿梭。雖然身為盜賊首領但沒有產生出為了要滿足慾望的想法，真正的目的是為了要阻止正在收集研究資金而企圖染指藝術作品變賣、接著付諸行動讓他的研究報告公諸於世的恩師柿島。
健（聲優：松風雅也／田村睦心（小時候））
二十面相眾其中之一，少年。在千津子還沒加入之前是所有人當中最年輕的。後期與千津子成為有如兄妹一般的關係。
2年後被盜賊的虎襲擊，使其左眼受傷後，因為在發生爆炸後的案發現場看到假扮成警察的二十面相正護送千子而認為說首領並沒有死，就回到原本的根據地等待首領與其他夥伴回來。但由於有小時候留下的心理陰影和長期等待的煎熬，就以為是首領想要丟下他帶著千子回日本，就產生出心理不平衡，進而怨恨二十面相。
之後獨自一人潛入日本境內，以盜賊的身分暗自守護千津子的安全，明智曾認為他是第三代二十面相。
船長（聲優：中村浩太郎）
二十面相眾其中之一，為核心人物。雖然口出惡言卻有善良的個性，最初在千津子想加入時唯一反對的。
知道千津子悲慘的處境後便決定在有難時出手相助，2年後於英國火車上意外對盜賊的虎戰鬥，在身負重傷的情況下拖住虎的兩名手下並一起拉下火車後身亡。
在二戰服役時軍階為下士，於當時二十面相逃離研究所時有伸出援手並協助逃亡，然後加入並成為其中一員。
漢斯（聲優：千葉進步）
二十面相眾其中之一，德國人青年，公認非常友善。有時會給當地的工作場所的女性留下假名。

### 美甘家
美甘淑惠（聲優：冬馬由美）
千子的叔母，與千子完全沒有血緣關係，丈夫為正次。在千子的父母雙亡之後覬覦著他身上龐大的資產，也為此做出在食物中下毒、隨時隨地把她從船上推下去的行為。
美甘正次（聲優：小田敏充）
千子父親的胞弟，與千子有血緣關係。與妻子淑惠聯手毒殺千子，但於千子失蹤的期間因不明意外死亡。
黑崎（聲優：川島得愛）
美甘家的專聘律師。

### 偵探
空根太作（聲優：竹田雅則／田中晶子（少年））
私家偵探。雖然身為偵探但卻無該方面的才能，不太會主動幫忙偵探相關的事務。
接下由淑惠所指定的「找回千子」委託，在花費很長的時間下去尋找卻仍然找不到，委託就依然進行著。2年後在英國趕火車時意外遇上二十面相眾與盜賊虎的戰鬥，同時意外找到失魂的千子並帶回日本而聲名大噪。
跟阿留相同被田宮給催眠，下了暗示要協助毒殺千子。當催眠術被解除的當下回憶起戰後自己跟妹妹走散的瞬間而落淚，恢復了原本的良心。故事後期與阿留成為類似筆友的關係。
明智（聲優：濱田賢二）
私家偵探。與空根做比較的話工作上的才能更卓越。
把二十面相當做是自己職業人生中最大的宿敵，無論是跑遍世界的哪一個角落都要調查出其真實身分與確實的行蹤，然後去阻止所做的暴行。

### 盯上二十面相的人們
虎（聲優：西凜太朗）
盜賊。為了要得到二十面相在大戰裡帶出來的研究成果，於是經常去攻擊二十面相的盜賊團。動畫版當二十面相在英國期間則暗自與其中一位團員阿健起衝突，弄傷了阿健的左眼。而後在火車上率眾消滅掉整個盜賊團，與二十面相單挑時想跟他同歸於盡就引爆身上的飛彈當場身亡。
香山望（聲優：澤城美雪）
津波製藥公司研究員。從事著把同事津矢高志以新開發的藥物實驗進行所謂「超人類」的研究，但後來在公司老闆的命令下被迫中止整個臨床實驗。雖然如此但依然還是暗自進行著津矢的人體試驗，為了獲得研究資金而做出許多不法的勾當。當偶然想到【二十面相的遺產】也就是千子，並想要綁票來時，卻中途被春華干擾，然後在接下來的背叛老闆行動失敗後導致同事津矢死亡。
田宮清次／白髮魔人（聲優：田中敦子）
電影女演員。擅長以刺激一般人所有心中的黑暗來操控別人。
真實身分為二戰時與二十面相一起研究的女科學家，自願以自己的軀體當實驗的材料，熱心的為此做研究。但因為自己失去了本身的人類形態且二十面相出走逃亡，所以對於二十面相有著複雜的愛恨參半感情。
動畫版一部分以田宮清次的身分演出，原作中白髮魔人的橋段以白髮鬼登場。
柿島耕平（聲優：大塚芳忠）
原帝國大學教授。二十面相的恩師兼二十面相的發明原案的啟蒙者。
宣稱是要把二十面相發明的力量給封印起來，於是就著手追蹤二十面相的行蹤。但真正的目的是要奪取二十面相的發明，然後使用該發明破壞東京市以為自己名留青史。

## 電視動畫
自2008年4月到9月在富士電視台放送。

### 標題
1. 門
2. 東方紅夜
3. 海底都市
4. 盜賊志願
5. 真實花圈
6. 現實之夢
7. 明智登場
8. 人肉坦克
9. 被遺留的人們
10. 白髮島
11. 在避暑地
12. 魔人對怪人
13. 白色火焰
14. 死亡飛行船
15. 少女偵探團
16. 暗號
17. 大型密室
18. 恐怖塔
19. 地獄風景
20. 怪人二十面相
21. 天亮了
22. 千子(完)

### 主題曲
片頭曲「霞」
歌：369
作詞：369、Ryoji；作曲：369、tasuku；編曲：tasuku
片尾曲「Unnamed World」
歌：平野綾
作詞：畑亞貴；作曲：黑須克彥；編曲：nishi-ken、黑須克彥
插入曲“Bonne Justice”
歌：平野绫
作词：保尔·艾吕雅；作曲、編曲：三宅一德

## 外部連結
- 二十面相少女（页面存档备份，存于）（日語）
- 二十面相少女 Telecom-Site（日語）